# Cut the Rope
Cut the Rope is een computerspel voor verschillende draagbare apparaten. Het werd ontwikkeld in 2010 door het Russische ZeptoLab en is uitgegeven door Chillingo. In 2012 verscheen de opvolger Cut the Rope: Experiments, door ZeptoLab zelf uitgegeven. Op 23 januari 2014 maakte Activision bekend met een Nintendo 3DS-versie te komen van Cut The Rope.

## Gameplay
Het doel van elk level is een snoepje in de mond van een groen monster genaamd Om Nom te krijgen. Het snoepje hangt aan een of meerdere touwen die de speler met een veeg van de vinger door kan snijden. Ook kan er gebruikgemaakt worden van een van de vele attributen, zoals een ballon of een bel. Bij elk levelpakket worden nieuwe attributen geïntroduceerd. 
Het andere doel is per level de drie sterren te verzamelen. Dit doet men door met het snoepje er bijvoorbeeld al vallend eroverheen te laten gaan. Per level worden er punten verdiend afhankelijk van hoeveel sterren de speler verzamelt en de tijd die nodig is om het level te voltooien.

## Level packs
De levels zijn verdeeld in "boxen" die elk 25 levels bevatten. Nieuwe boxen worden af en toe toegevoegd in een update.

Dit zijn:
- Cardboard Box
- Fabric Box
- Foil Box
- Gift Box
- Cosmic Box
- Holiday Gift Box
- Valentine Box
- Magic Box
- Toy Box
- Tool Box
- Buzz Box
- DJ Box

## Cut the Rope: Experiments
Op 4 augustus 2011 bracht ZeptoLab Cut the Rope: Experiments uit, het vervolg op Cut the Rope. Hoewel de gameplay en vormgeving op die van de originele Cut the Rope lijken, bevat het spel toch een aantal nieuwe elementen.

### Level packs
Cut the Rope: Experiments heeft dezelfde opbouw als het eerste spel, echter heeft deze minder en andere boxen. 
- Getting Started
- Shooting the Candy
- Sticky Steps
- Rocket Science
- Bath Time
- Handy Candy

## Platforms
| Jaar | Platform                                               |
| ---- | ------------------------------------------------------ |
| 2010 | iPad, iPhone                                           |
| 2011 | Android, Nintendo DSi                                  |
| 2012 | Macintosh, Symbian, webbrowser, Windows, Windows Phone |

## Ontvangst
| Beoordeeld door            | Platform     | Datum             | Score |
| -------------------------- | ------------ | ----------------- | ----- |
| Slide to Play              | iPad         | 2 november 2010   | 100%  |
| Slide to Play              | iPhone       | 6 april 2011      | 100%  |
| Modojo                     | iPad         | 8 maart 2011      | 100%  |
| The A.V. Club              | iPhone       | 1 november 2010   | 91%   |
| Pocket Gamer UK            | Android      | 1 juli 2011       | 90%   |
| IGN                        | Nintendo DSi | 3 november 2011   | 85%   |
| Wired                      | iPad         | 2 maart 2011      | 80%   |
| Nintendo Life              | Nintendo DSi | 27 september 2011 | 70%   |
| Official Nintendo Magazine | Nintendo DSi | 8 november 2011   | 69%   |
| Multiplayer.it             | Nintendo DSi | 10 oktober 2011   | 65%   |